# 伊姆萊鎮區 (密歇根州)
伊姆萊鎮區（英語：Imlay Township）是位於美國密歇根州拉皮爾縣的一個行政鎮區。

## 地方資料
伊姆萊鎮區的面積為87.30平方千米，當中陸地面積為87.00平方千米，而水域面積為0.30平方千米。根據2020年美國人口普查的數據，當地共有人口3115人，而人口密度為每平方千米35.68人。